# Tetraclita squamosa
Tetraclita squamosa is een zeepokkensoort uit de familie van de Tetraclitidae.Darwin.